# Кантский район (1927—1962)
Кантский район — единица административного деления Киргизской ССР, существовавшая в октябре 1927 — декабре 1962 годов.
Кантский район был образован в 1927 году и назывался тогда Фрунзенским районом. В советское время Кантский район относился к районам республиканского подчинения. 26 ноября 1959 года к Кантскому району была присоединена часть территории упразднённого Ивановского района. В 1962 году район был упразднён, а его территория включена в Аламединский (большая часть) и Чуйский (меньшая часть) районы.

## Известные уроженцы и жители
- Осмонкул Болебалаев (1888—1967) — киргизский акын, Народный артист Киргизской ССР.